# Soutomaior

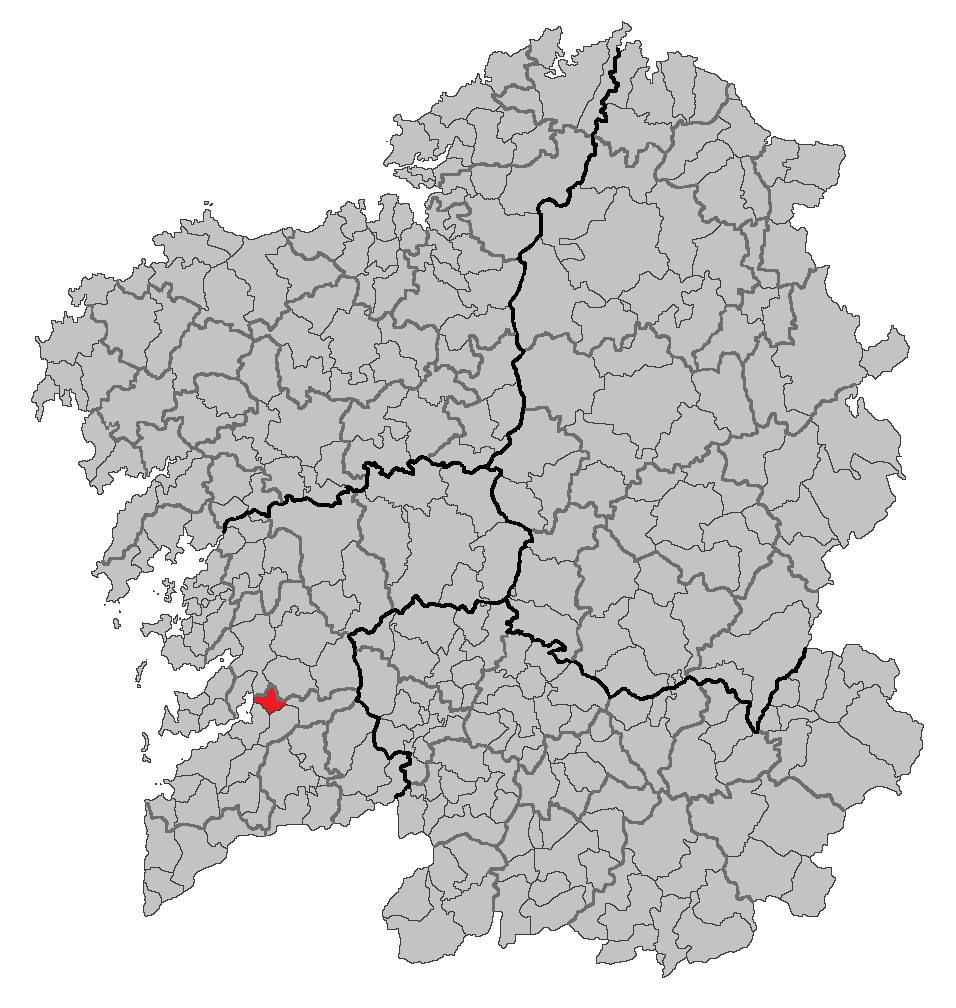
Soutomaior, Pontevedra, Galizia

Soutomaior è un comune spagnolo di 5 405 abitanti situato nella comunità autonoma della Galizia.